# Шанайя Твейн
Шана́йя Твейн (англ. Shania Twain; при рождении Айли́н Реджи́на Э́двардс (англ. Eilleen Regina Edwards); род. 28 августа 1965, Виндзор, Онтарио) — канадская певица, одна из наиболее успешных современных исполнителей кантри и поп-музыки.
Семь синглов Твейн занимали первое место в кантри-чартах США; все последние четыре альбома также попадали на вершину кантри-чартов журнала Billboard. Кульминацией музыкальной карьеры Твейн стал её третий альбом, «Come On Over» (1997), являющийся самым продаваемым альбомом всех времён, записанным женщиной, при этом он на 7-м месте в общем списке самых продаваемых альбомов в истории Канады. Также Шанайя является на настоящее время единственной исполнительницей в мире, награждённой три раза подряд «Бриллиантовыми» альбомами.

## Биография
Её мать Шэрон развелась с первым мужем Кларенсом Эдвардсом, вышла замуж за Джерри Твейна, индейца из племени оджибве и перебралась с новым мужем и тремя дочерьми в Тимминс — маленький город в провинции Онтарио. Там будущая звезда сцены и провела почти всё детство и юность. Первоначально семья, в которой вскоре стало 5 детей, жила ниже уровня бедности. В итоге музыкально одарённая девочка начала с восьмилетнего возраста выступать в местных клубах и барах. Выступления перед нетрезвой публикой давались девочке непросто:

Я жутко боялась! Я жутко боялась публики. Хорошо, что мои родители меня поддерживали. Если бы я поступала по-своему — я бы выбрала лёгкий путь и осталась бы автором песен, а не стала исполнителем. Я любила музыку, но я никогда не хотела быть исполнителем.

Талант был замечен, и уже в возрасте 11 лет Айлин выступила на сравнительно престижном конкурсе Canadian Country Music Awards, причем девочка исполнила песню собственного сочинения. В дальнейшем Твейн неоднократно выступала на радио и в телевизионных шоу, сочетая это с работой певицы в барах и учёбой в школе. Этому способствовало и относительное налаживание материального положения семьи, так как Джерри Твейн начал небольшой бизнес по восстановлению лесных массивов. Несмотря на напряжённый для девочки график, этот опыт дал ей много полезного. Впоследствии Шанайя вспоминала:

Возможности, которые давали мне артисты, позволяющие выступать с ними на одной сцене, позволили мне тренироваться и стать профессиональной певицей. Это нельзя сравнить с тем, как дети занимаются спортом, ведь тогда можно пойти в зал, найти тренера. Но в музыке это не сработает. Где ты можешь учиться, если хочешь стать профессиональным певцом?

В 1987 году Джерри и Шэрон погибают в автокатастрофе. Поскольку старшая сестра к тому времени вышла замуж и занималась в основном делами своей семьи, значительная часть семейных проблем легла на 22-летнюю Айлин. Ввиду сложившихся обстоятельств она даже хотела бросить музыку, но ей удалось устроиться в шоу отеля Deerhurst Resort в городе Хантсвилл (англ. Huntsville), Северное Онтарио, куда она в следующем году перевезла свою семью. Благодаря этому Айлин смогла продолжить музыкальную карьеру, оставаясь с родными, нуждавшимися в ней. Шоу отеля ставилось в традициях Лас-Вегаса, даже называлось Viva Las Vegas и девушка научилась также танцевать и ходить на каблуках. Её гонорар составлял 30 000 долларов в год, что позволяло содержать семью. В этом шоу Айлин проработала 3 года.
Несмотря на занятость в шоу, Айлин продолжала записывать собственные композиции и рассылала демокассеты различным компаниям. Наконец, на неё обратила внимание известная компания Mercury Records. После показательного выступления перед представителем лейбла Диком Франком, певица, успевшая к тому времени поставить младшую сестру и братьев на ноги, получает предложение прибыть в столицу кантри-музыки Нэшвилл для записи первого альбома.

### Shania Twain (1993)
Первые шаги певицы-новичка в Нэшвилле оказались весьма трудными. Айлин с трудом привыкала к новым для себя правилам. С самого начала руководители лейбла заявили, что имя певицы не подходит для культивируемого ими музыкального стиля и предложили взять сценический псевдоним. В качестве такового она выбрала имя Шанайя. Так звали гардеробщицу в отеле Deerhurst Resort, с которой певица была знакома. Её привлекло то, что это имя на языке индейцев Оджибве означало «идущая своим путём». Впрочем, это утверждение певицы не раз ставилось под сомнение и утверждалось даже, что имя не индейское, а производное от еврейского Shana. Фамилию певица оставила настоящую, по отчиму.
Большие проблемы возникли и с записью альбома. Работой руководили продюсеры Гарольд Шед (старший вице-президент «Mercury» по творчеству) и Норро Уилсон. Они отрицательно отнеслись к стремлению певицы записывать песни собственного сочинения и навязали ей материал других авторов.

Тот альбом был сделан от и до так, как диктовал Нэшвилл. Прежде чем записать свой первый сольный альбом, нужно было написать некий хит, а мной уже было написано так много песен, с которых можно было начать. Я всю жизнь пела каверы и писала этот каталог в надежде, что когда-нибудь я буду исполнять свою музыку, и я думала, что это время придет, когда я подпишу контракт со звукозаписывающим лейблом, поэтому всё казалось мне таким странным тогда.
Людям не был интересен мой авторский талант, им больше была интересна я просто как артистка или продукт, который можно выгодно продавать. Я не знаю, как точнее это назвать. Они рассматривают сочинительство как нечто отдельное.

В итоге из 10 композиций, представленных на диске, лишь одна принадлежала самой Шанайе. Это была песня «God Ain’t Gonna Getcha For That» но и для неё сделали традиционную аранжировку. Альбом вышел 20 апреля 1993 года и полностью провалился на рынке. Даже в специализированном чарте альбомов кантри-музыки США он добрался лишь до 67-й позиции, хотя отзывы критиков были умеренно благожелательными. Запомнился лишь первый сингл «What Made You Say That», а также видеоклип «Dance With The One That Brought You», снятый Шоном Пенном (англ. Sean Penn). Не помог продажам и специально организованный тур «Triple Play», зрительский интерес оказался минимальным.
Возможно карьера Шанайи на этом бы и завершилась, но несмотря на слабый музыкальный материал, её голос привлёк внимание Роберта Джона «Матта» Ланга (англ. Robert John «Mutt» Lange), известного продюсера, ранее успешно работавшего с такими исполнителями как Def Leppard, AC/DC, Boomtown Rats и Брайан Адамс. Первоначальное знакомство состоялось по телефону, причём Шанайя спела ряд собственных песен. Ланг был заинтересован в сотрудничестве с исполнителями, пишущими песни и предложил свои услуги в качестве продюсера. Будущие супруги впервые встретились лично в июне 1993 года, на проходившем в Нэшвилле шоу «CMA Music Festival».
По совету Ланга Твейн изначально избрала для себя очень свободный формат кантри-рока, позволяющий записывать песни в пограничных жанрах кантри, рока и эстрады.

### Come On Over(1997)
Альбом Come On Over был выпущен 4 ноября 1997 года и стал бестселлером. По всему миру было продано около 40 млн копий альбома, что позволило попасть ему в список самых продаваемых в мире альбомов в истории современной музыки, а также стать самым продаваемым альбомом в стиле кантри.
Было выпущено две версии альбома: оригинальная версия в стиле кантри 1997 года и международная версия в стиле поп, выпущенная два года спустя. Продвижение альбома включало в себя мировой тур и выпуск 12 синглов в период 1997—2000.

### Up!(2002)

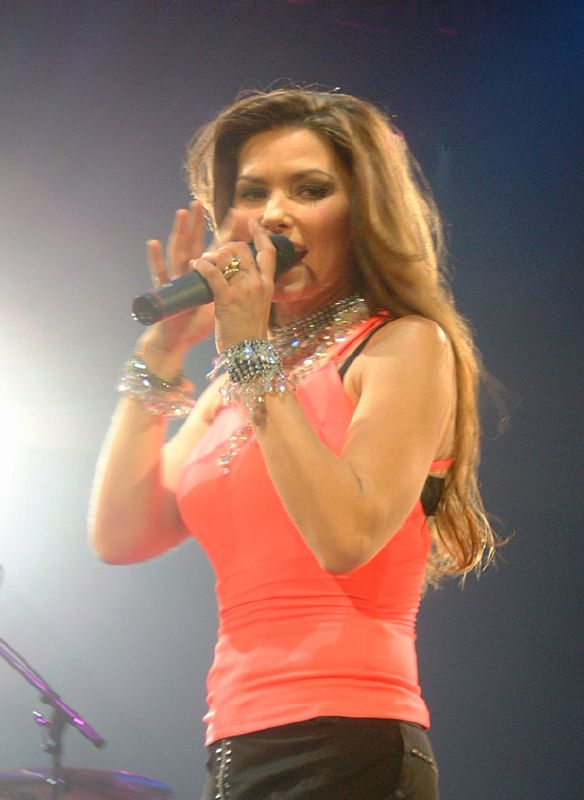
Выступление на Уэмбли, Англия, 2004 год

Альбом был выпущен сразу в трёх версиях: поп-, (красный), кантри- (зелёный) и международная версия (синий) в стиле музыки индийских фильмов. Треки на всех трёх версиях были идентичны. Альбом сделал певицу единственной женщиной, получившей три бриллиантовых диска в США подряд, где он сразу взлетел на первое место в чартах при тираже 874000 копий. На период 2004 года был сертифицирован RIAA как в 11×кратноплатиновый..

### Карьера вне музыки
В кино Шанайя Твейн появлялась на 2010 год лишь однажды, хотя ещё в 1990-х годах получала предложение сняться в одном их эпизодов телесериала «Спасатели Малибу». В 2003 году Шанайе предложили сыграть саму себя в фильме «Взломщики сердец». Заинтересованность кинопродюсеров объяснялась тем, что имя Твейн многократно упоминалось в сценарии. Сама роль оказалась менее чем эпизодической, певица появляется в фильме на 15 секунд.
Вместе с тем, о самой Шанайе был снят художественный фильм «Шанайя: Жизнь в восьми альбомах» (англ. Shania: A Life In Eight Albums), посвящённый её жизни и карьере с 8 до 27 лет и показанный каналом CBC 7 ноября 2005 года. Роль певицы последовательно исполнили три актрисы: Рева Тимберс (англ. Reva Timbers), Шена Граймс (англ. Shenae Grimes) и Мередит Хендерсон (англ. Meredith Henderson).
Подобно многим звёздам шоу-бизнеса Шанайя Твейн предоставила своё имя для выпуска парфюмерной продукции. В 2005 году была выпущена парфюмерная линия Shania by Stetson. В 2007 году успешные продажи привели к появлению новой линии «Shania Starlight by Stetson».

## Личная жизнь
У Шанайи Твейн две сестры и двое братьев. Старшая — единоутробная сестра Джилл, младшая родная сестра Кэрри-Энн, единоутробный брат Марк, сводный брат Дэррил, племянник Джерри Твейна, которого он усыновил после самоубийства его матери.
28 декабря 1993 года Шанайя вышла замуж за музыкального продюсера Матта Ланга. Свадьба состоялась в Хантсвилле, в отеле Deerhurst Resort, где когда-то певица начинала профессиональную карьеру. С 2000 года супруги постоянно проживали в Швейцарии, в городе Монтрё, близ Женевского озера. 12 августа 2001 года Шанайя родила сына Эйжу Дианжело Ланга (англ. Eja D’Angelo Lange).
В 2003 году Твейн заболела болезнью Лайма, из-за которой у неё возникли проблемы с голосом. Чтобы восстановить голос от последствий дисфонии, вызванной болезнью, она перенесла несколько инвазивных операций.
В 2007 году личное состояние Шанайи Твейн было оценено в 360—460 млн долларов США.
15 мая 2008 года было официально объявлено о разрыве отношений между супругами. Официальная процедура развода завершилась два года спустя, в Швейцарии.
1 января 2011 года Шанайя вышла замуж за Фредерика Тибо. Бракосочетание состоялось в частном имении Ринкон в Пуэрто-Рико.

## Дискография
- Shania Twain (20 апреля 1993)
- The Woman in Me (7 февраля 1995)
- Come On Over (4 ноября 1997)
- Up! (19 ноября 2002)
- Greatest Hits (9 ноября 2004)
- Now (2017)
- Queen of Me (2023)

## Награды

### Американские награды

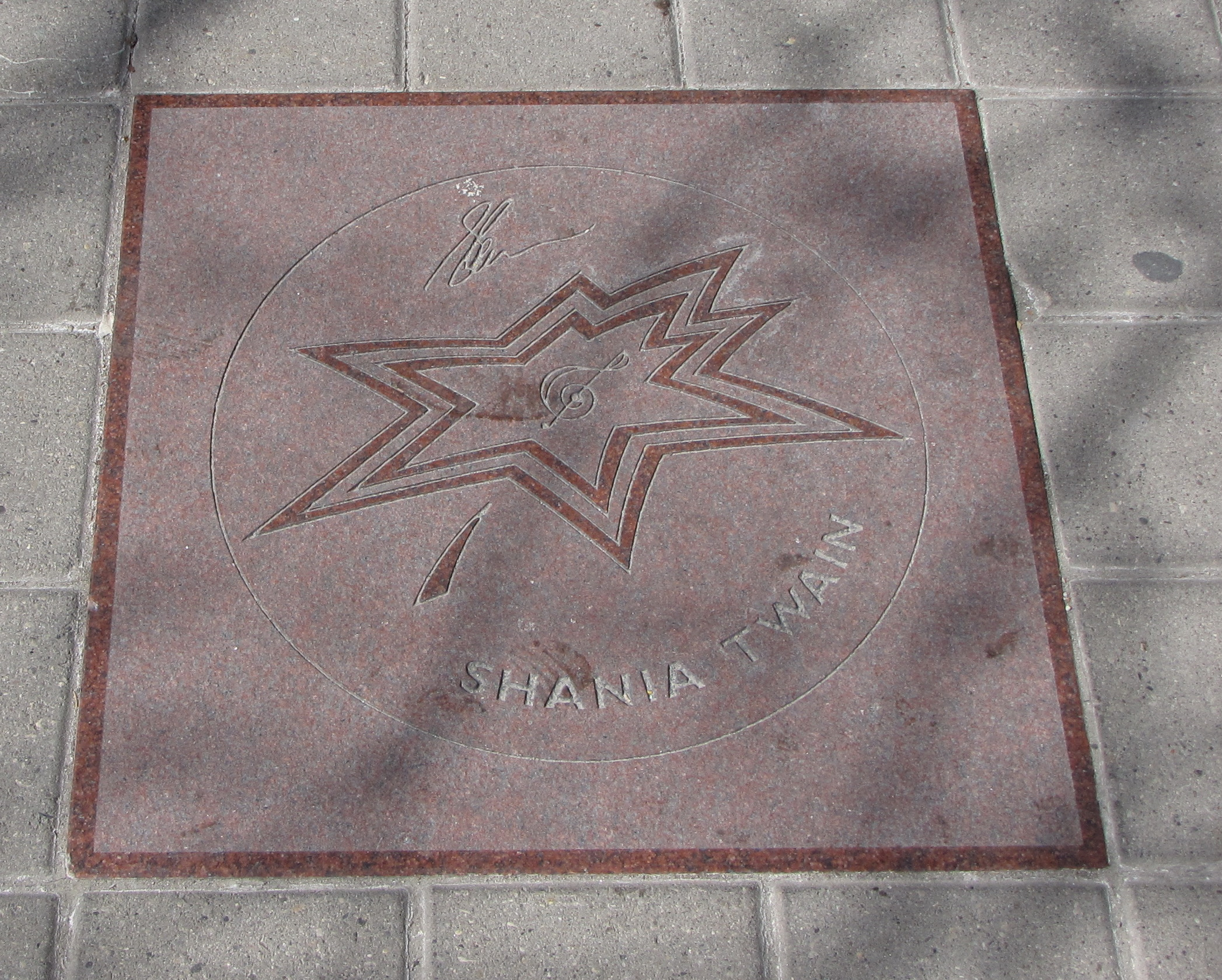
Звезда Шанайи Твейн на канадской аллее славы.

ABC Radio Networks Country Music Awards
- 1995: Видео-артистка года — The Woman In Me

Academy of Country Music Awards
- 1996: Альбом года — The Woman In Me
- 1996: Лучшая новая певица
- 1999: Двойная бриллиантовая награда за «The Woman In Me» и «Come On Over»
- 2000: Эстрадный артист года

American Music Awards
- 1996: Любимый новый артист в стиле кантри
- 1997: Любимая артистка в стиле кантри
- 1999: Любимая артистка в стиле кантри
- 2000: Любимая артистка в стиле кантри
- 2000: Любимая артистка в стиле поп/рок

AOL Online Music Awards
1996: Самый горячий клип в стиле кантри — Any Man Of Mine
Billboard Music Awards
- 1996: Альбом года в стиле кантри — The Woman In Me
- 1996: Артистка года в стиле кантри
- 1998: Самый продаваемый сингл в стиле кантри — You’re Still The One
- 1998: Артистка года (во всех категориях)
- 1998: Артистка, чьи синглы покорили «Горячую 100»
- 2003: Артистка года в стиле кантри
- 2003: Альбом года в стиле кантри — Up!
- 2003: Артистка года по альбомам в стиле кантри

Billboard Music Video Awards
- 1998: Лучший клип в стиле кантри —You’re Still The One

Blockbuster Entertainment Awards
- 1996: Любимый новый артист в стиле кантри
- 1999: Любимая артистка в стиле кантри
- 1999: Любимый сингл — You’re Still The One
- 2000: Любимая артистка в стиле кантри

### Канадские награды
Canadian Country Music Association Awards
- 1995: Альбом года — The Woman In Me
- 1995: Певица года
- 1995: Сингл года — Any Man Of Mine
- 1995: Песня года — Whose Bed Have Your Boots Been Under?
- 1995: Клип года — Any Man Of Mine
- 1996: Эстрадный артист года по результатам голосования поклонников на NCN
- 1996: Певица года
- 1996: Клип года — (If You’re Not In It For Love) I’m Outta Here!
- 1997: Награда за особый вклад — The Woman In Me
- 1997: Самый продаваемый альбом — The Woman In Me
- 1998: Эстрадный артист года по результатам голосования поклонников на CMT Maple Leaf Foods
- 1998: Певица года
- 1998: Альбом года — Come On Over
- 1998: Сингл года — You’re Still The One
- 1998: Самый продаваемый альбом года — Come On Over
- 1998: Клип года — Don’t Be Stupid (You Know I Love You)
- 1999: Эстрадный артист года по результатам голосования поклонников на CMT Maple Leaf Foods
- 1999: Певица года
- 1999: Клип года — That Don’t Impress Me Much
- 1999: Вокальный/инструментальный дуэт года — From This Moment On
- 2003: Певица года
- 2003: Клип года — I’m Gonna Getcha Good!
- 2003: Самый продаваемый альбом — Up!
- 2003: Альбом года — Up!
- 2005: Самый продаваемый альбом — Greatest Hits

### Прочие награды
- 1996: Золотой ключ от города Тимминс (Канада)
- 1996: Переименование Highway 101 в Тимминсе в Shania Twain Way
- 2003: Звезда на канадской Аллее славы
- 2005: Орден Канады